# Jerko Matulić

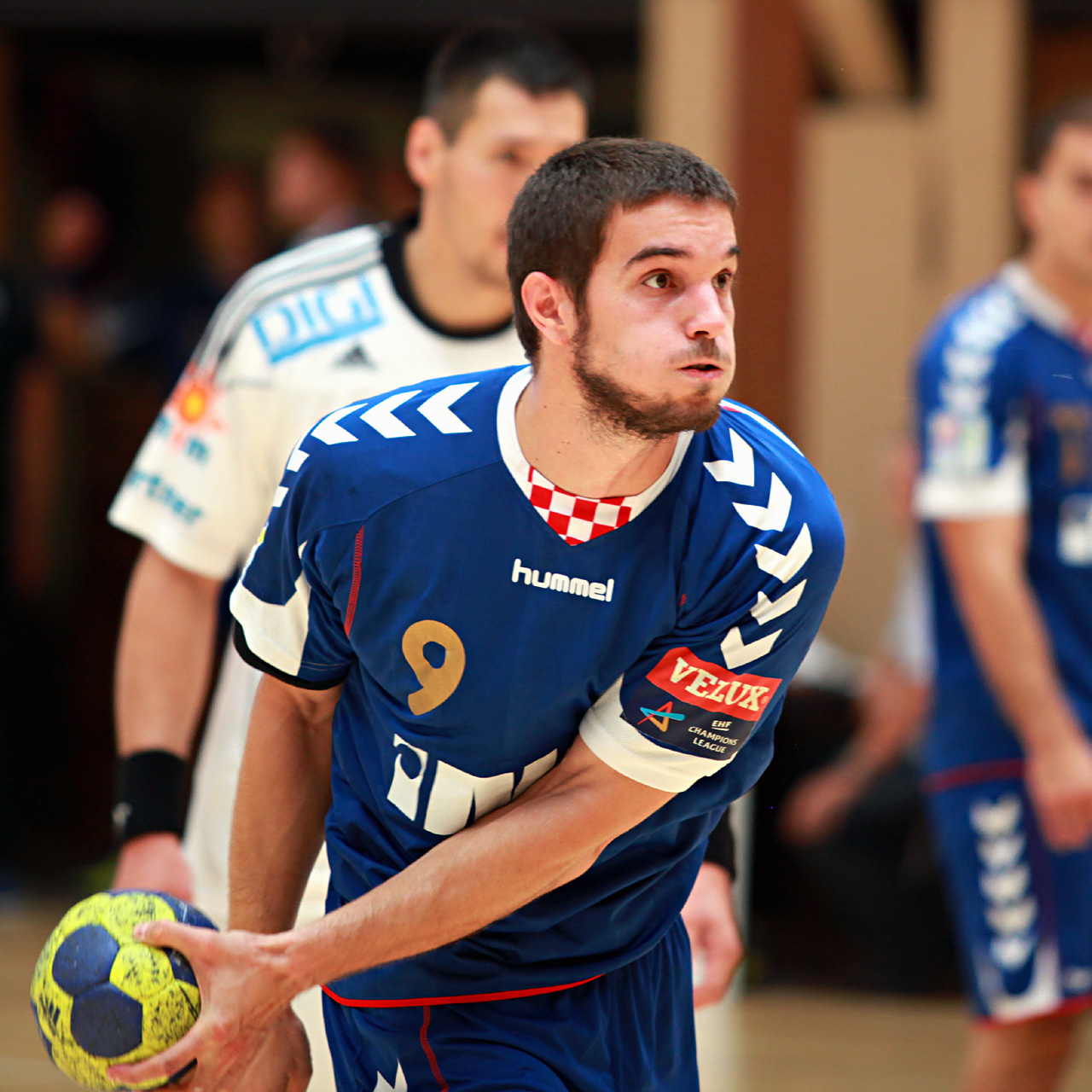
Jerko Matulić bei einem Siebenmeter beim Sparkassen-Cup (2013)

Jerko Matulić (* 20. April 1990 in Supetar) ist ein Handballspieler aus Kroatien.
Der 1,87 Meter große und 83 Kilogramm schwere rechte Außenspieler stand ab Januar 2011 bei RK Zagreb unter Vertrag, bis dahin spielte er bei EMC Split. Mit Zagreb gewann er 2011, 2012, 2013 und 2014 die Meisterschaft. Im Sommer 2014 wechselte er zum französischen Erstligisten Chambéry Savoie HB. Ab der Saison 2016/17 war Matulić beim Ligakonkurrenten HBC Nantes unter Vertrag, mit dem er 2017 die Coupe de France gewann sowie 2018 das Finale der EHF Champions League erreichte. In der Saison 2018/19 lief er für den polnischen Erstligisten KS Azoty-Puławy auf, in der Saison 2019/20 für den Ligarivalen Wisła Płock. Seit 2021 spielt er für den bosnischen Verein RK Rvacka.
Für die kroatische Nationalmannschaft bestritt Jerko Matulić 35 Länderspiele, in denen er 59 Tore erzielte. Bei der Weltmeisterschaft 2017 erreichte er mit der Auswahl den vierten Platz. Im Sommer 2013 gewann er mit Kroatien die Silbermedaille bei den Mittelmeerspielen.